# Ceux de la colline
Pour plus de détails, voir Fiche technique et Distribution.
Ceux de la colline est un documentaire réalisé par Berni Goldblat en 2009.

## Synopsis
Ceux de la colline décrit une ville éphémère, formée d’hommes, de femmes, d’enfants tous venus dans le même but : trouver l’or qui leur permettra de faire fortune. La colline de Diosso au Burkina Faso s’est ainsi transformée sous l’action de ces milliers de personnes, souvent à l’insu de leurs proches. Là, orpailleurs, dynamiteurs, commerçants, prostituées, guérisseurs… risquent leur vie au quotidien, se battent contre eux-mêmes et contre les autres et semblent finalement incapables de quitter cet endroit hors du temps.

## Fiche technique
- Réalisation : Berni Goldblat[2]
- Production : MirFilms Cinédoc film Les Films du Djabadjah TV8 Mont-Blanc
- Image : Michel K. Zongo
- Son : Moumouni Jupiter Sodr
- Montage : François Sculier

## Distinctions
- Festival international du film francophone de Namur (Belgique), 2009.
- Festival international du film de Brooklyn (États-Unis), 2009.